# PDP-10

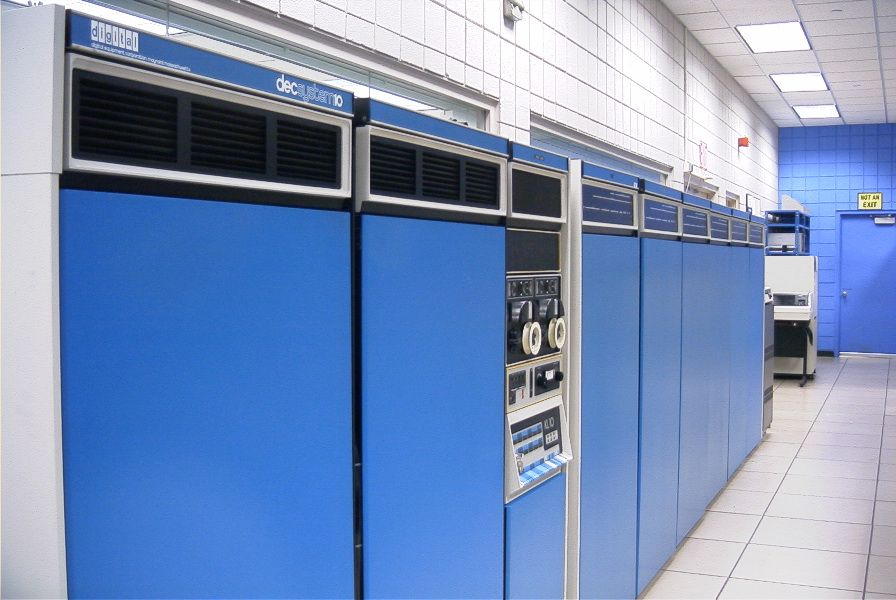
KL10-DA 1090 CPU-модуль и шесть модулей памяти

PDP-10 — мейнфрейм, производимый Digital Equipment Corporation (DEC) с конца 1960-х годов. Его имя расшифровывается как «Programmed Data Processor модель 10». Эта машина использовалась во многих университетах, в том числе Массачусетском технологическом институте (MIT) и Стэнфордском университете.
Архитектура PDP-10 была почти идентична ранней архитектуре PDP-6, имела 36-битную длину машинного слова и слегка модифицированный набор инструкций.

## Модели

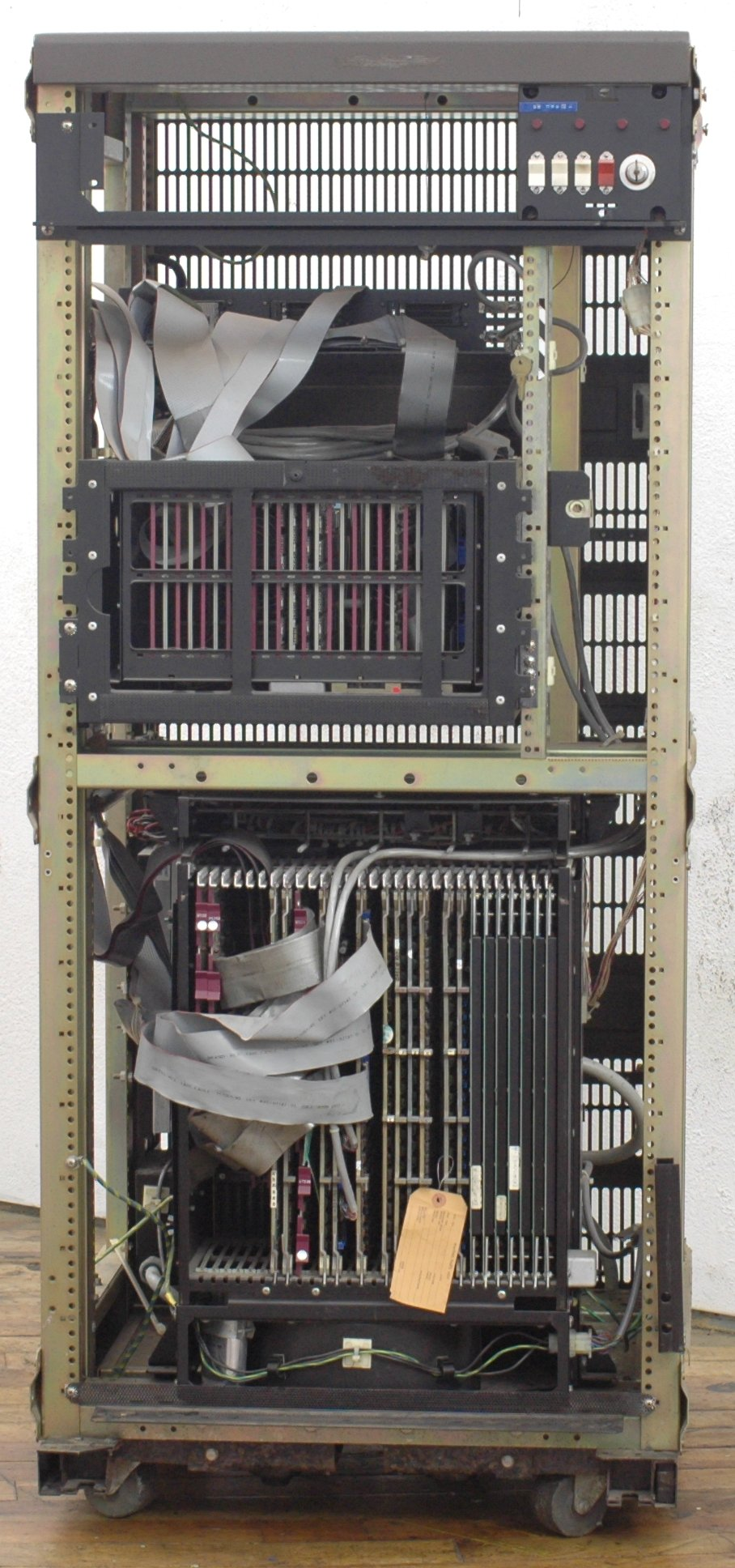
KS10

- KA10
- KI10 и KL10
- MASSbus
- Model B
- KS10
- MCA25

## Программное обеспечение
Первая операционная система для PDP-10 называлась просто «Монитор», но была переименована в TOPS-10. Позже сама машина PDP-10 была переименована в DECsystem-10. Ранние версии TOPS-10 основаны на системе WAITS Стэнфордского университета и системе CompuServe с разделением времени.
С течением времени, некоторые заказчики стали применять операционные системы, собранные из компонентов, разработанных за пределами DEC. Например, планировщик задач мог принадлежать одному университету, а дисковая система другому.
BBN разработала альтернативную операционную систему TENEX, которая быстро стала стандартом де-факто в исследовательских сообществах. DEC позднее перенесла Tenex на KL10 со значительными улучшениями и назвала TOPS-20, сформировав серию DECSYSTEM-20. MIT также разработал свою версию под названием Incompatible Timesharing System (в противоположность Compatible Time-Sharing System от IBM).